# Epeolus tessieris
Epeolus tessieris (лат.) — вид земляных пчёл-кукушек рода Epeolus из подсемейства Nomadinae (Apidae). Название дано в честь Stéphanie Tessier, биолога и супруги автора открытия.

## Распространение
Северная Америка: США, Мексика.

## Описание
Мелкие слабоопушённые пчёлы, буровато-чёрные, с беловато-жёлтыми отметинами на теле как у ос и рыжевато-красными ногами. Длина менее 1 см (тело 5,8 мм; длина головы 1,7 мм; ширина головы 2,3 мм; длина переднего крыла 4,8 мм). Следующие морфологические признаки в сочетании могут быть использованы для отличия E. tessieris от всех других североамериканских Epeolus, кроме Epeolus interruptus: аксилла не достигает средней длины мезоскутеллума, её вершина не прикреплена к мезоскутеллуму менее чем на 1/3 всей медиальной длины аксиллы и, как и мезоскутеллум, ржаво-бурая; мезоплеврон имеет более редкие пунктуры вентролатерально, чем в верхней половине, с блестящими промежутками; и тергиты T1—T4 имеют медиально прерванные метасомальные фасции. Если у E. interruptus метанотум имеет тупой срединный отросток, а тергит Т1 — широкий треугольный дискальный пятачок с вогнутыми боковыми сторонами, то у E. tessieris метанотум плоский, а Т1 — трапециевидный или почти полукруглый дискальный пятачок. Клептопаразиты пчёл рода Colletes , в гнёзда которых откладывают свои яйца.  Максиллярные щупики 1-члениковые. 2-й стернит брюшка матовый. У самок на 6-м стерните брюшка расположены ланцетовидные, мелко зазубренные отростки. В переднем крыле три радиомедиальных ячейки, 1-я из них много крупнее 3-й. Вершина радиальной ячейки (по форме она эллиптическая) удалена от переднего края крыла. Задние голени со шпорами.